# Krapje (Chorwacja)
Krapje – wieś w Chorwacji, w żupanii sisacko-moslawińskiej, w gminie Jasenovac. W 2011 roku liczyła 144 mieszkańców.